# Thinouia scandens
Thinouia scandens là một loài thực vật có hoa trong họ Bồ hòn. Loài này được (Cambess.) Triana & Planch. miêu tả khoa học đầu tiên năm 1862.